# Oracle HTTP Server
Oracle HTTP Server (OHS) Apache HTTP Server-re épülő webszerver

, melyet az   Oracle Technology Network készített.  A webszerver az Apache version 2.2-ás verziójára épül. 
OHS-t gyorsabb végrehajtásra tervezték  Windows OS gépeken, valamint mint Apache 2.2, támogatást nyújtson az  IPv6-nak. Az Oracle szabad letölthető  verziót biztosít a fejlesztők számára továbbá kereskedelmi verziót is.  A kereskedelmi licenctől eltérően a fejlesztői licenc csak prototípus fejlesztést engedélyez,  és kifejezetten tiltja a belső  használatot is.
A Server String amivel azonosítani lehet a futó Oracle HTTP Server-t a következő (alapértelmezetten):
```
Oracle-HTTP-Server/1.3.28
```

Főbb funkcionalitások: 
- SSL/TLS biztonsági funkciók
- Virtuális csomópont kezelése
- Proxyszerver

## Fordítás
Ez a szócikk részben vagy egészben  az   Oracle HTTP Server című angol Wikipédia-szócikk ezen változatának fordításán alapul.  Az eredeti cikk szerkesztőit annak laptörténete sorolja fel. Ez a jelzés csupán a megfogalmazás eredetét és a szerzői jogokat jelzi, nem szolgál a cikkben szereplő információk forrásmegjelöléseként.